# Рејмондвил (Мисури)
Рејмондвил (енгл. Raymondville) град је у америчкој савезној држави Мисури.

## Демографија
По попису из 2010. године број становника је 363, што је 79 (-17,9%) становника мање него 2000. године.
| Група             | 2000.       | 2010.       |
| Белци             | 426 (96,4%) | 349 (96,1%) |
| Афроамериканци    | 2 (0,5%)    | 1 (0,3%)    |
| Азијати           | 3 (0,7%)    | 1 (0,3%)    |
| Хиспаноамериканци | 2 (0,5%)    | 3 (0,8%)    |
| Укупно            | 442         | 363         |